# Diogo Vaz
Diogo Vaz est une localité de Sao Tomé-et-Principe située sur la côte ouest de l'île de São Tomé, dans le district de Lembá, entre Neves et Santa Catarina. 
C'est une ancienne dépendance de la roça Rio do Ouro, aujourd'hui nommée roça Agostinho Neto.

## Climat
Diogo Vaz est dotée d'un climat tropical de type As selon la classification de Köppen, avec des précipitations plus importantes en hiver qu'en été. La moyenne annuelle de température est de 23,9 °C et celle des précipitations de 1 989 mm.

## Population
Lors du recensement de 2012, 632 habitants y ont été dénombrés.

## Roça
C'était la principale roça du nord-est de l'île.
Photographies et croquis réalisés en 2011 mettent en évidence la disposition des bâtiments, leurs dimensions et leur état à cette date.

## Économie
Dans l'ancienne plantation de cacao relancée, on cherche désormais à produire du chocolat haut de gamme.